# Ratusz w Narwie

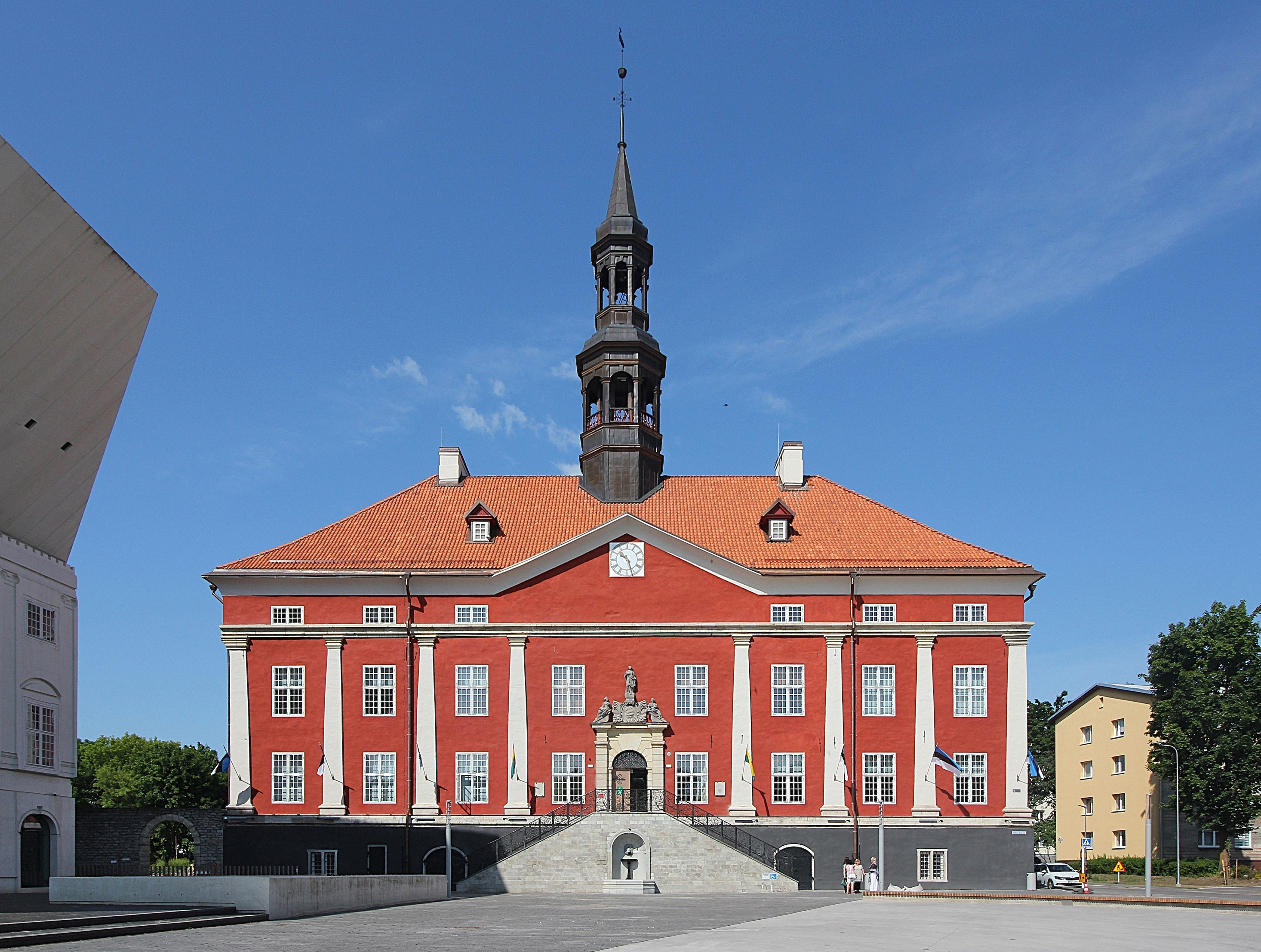

Ratusz w Narwie – XVII-wieczny zabytkowy budynek ratusza w Narwie. 

## Historia
Ratusz w Narwie został wzniesiony w latach 1668–1671 według projektu Georga Teuffela. Wzorowany jest na podobnych budowlach w Niderlandach i Flandrii, w architekturze budynku widoczne są również wpływy niemieckie, duńskie i włoskie. Reprezentuje styl wczesnoklasycystyczny. W 1671 r. zakończono wznoszenie obiektu, jednak prace nad urządzeniem jego wnętrz trwały jeszcze kolejne cztery lata. Fasada ratusza ozdobiona została toskańskimi pilastrami, zaś w głównym portalu umieszczono rzeźbę – alegorię Sprawiedliwości, wykonaną przez Nicolaesa Millicha, artystę z Antwerpii, w warsztacie w Sztokholmie. Do II wojny światowej narewski ratusz nieprzerwanie pełnił funkcje siedziby władz miejskich.  
Ratusz jest jedynym obiektem na dawnym rynku miejskim (Placu Ratuszowym), który przetrwał zniszczenie Starego Miasta w Narwie w czasie bitwy o miasto w 1944 r.. Według niektórych źródeł nie został rozebrany w odróżnieniu od sąsiednich ruin, gdyż radziecka historiografia rozprzestrzeniała wersję, jakoby właśnie na jego stopniach estońscy bolszewicy proklamowali w 1918 r. Estońską Komunę Ludu Pracującego (w rzeczywistości miało to miejsce w narewskim kościele Aleksandra, co jednak nie pasowało do państwowej ideologii). Został odbudowany w latach 1960–1964, następnie zaadaptowano go na Dom Pionierów im. Viktora Kingiseppa. Podczas odbudowy w całości wzniesiono od nowa południową ścianę ratusza, zrekonstruowano portal wejściowy z figurami Sprawiedliwości, Mądrości i Rozwagi oraz herbem Narwy (uszkodzone oryginalne rzeźby znajdują się w Muzeum Historii Narwy). Odbudowano również wieżę z iglicą oraz paradne drewniane schody. Po upadku ZSRR dom pionierów przekształcono w dziecięcy dom kultury, który funkcjonował w obiekcie do 1999 r.
Większość pomieszczeń w budynku nie jest od tego czasu zagospodarowana, w ratuszu jest jedynie eksponowana makieta przedwojennej Narwy. Po nowym remoncie ratusz ma ponownie zostać siedzibą rady miejskiej, znajdzie się w nim również drugi gabinet mera miasta, który będzie nadal pracował w budynku przy Placu Piotra (Peetriplats), sklepy, informacja turystyczna i lokale gastronomiczne. 